# Lasionycta quadrilunata
Lasionycta quadrilunata es una especie de mariposa nocturna de la familia Noctuidae.
Se encuentra desde el centro-sur de Alaska hasta Colorado, a lo largo de las Montañas Rocosas, habitando tundras rocosas.
Es diurna, y los adultos vuelan desde mediados de julio hasta inicios de agosto.

## Subespecies
- Lasionycta quadrilunata quadrilunata: habita en las montañas de Colorado. Tiene alas delanteras de color claro con marcas oscuras contrastantes.
- Lasionycta quadrilunata yukona: habita en la cordillera de Alaska, el sudeste del Yukón, las Montañas Rocosas de Alberta y la meseta de Beartooth en Montana. Se caracterizan por su color gris oscuro y marcas oscuras.